# Psi Eridani
Désignations
Psi Eridani (ψ Eridani / ψ Eri) est une étoile de la constellation de l'Éridan. Elle est visible à l'œil nu avec une magnitude apparente de 4,81. L'étoile présente une parallaxe annuelle de 4,41 mas mesurée par le satellite Hipparcos, ce qui permet d'en déduire qu'elle est distante d'approximativement ∼ 740 a.l. (∼ 227 pc) de la Terre. Elle s'éloigne du Système solaire à une vitesse radiale héliocentrique de +21 km/s.
Psi Eridani est une étoile bleu-blanc de la séquence principale de type spectral B3 V. Cependant, Houk et Swift (1999) l'ont classée comme une sous-géante un peu plus évoluée de type spectral B3 IV. L'étoile est âgée d'environ 32 millions d'années et elle est estimée être sept fois plus massive que le Soleil. Elle tourne sur elle-même à une vitesse de rotation projetée de 52 km/s. Le rayon de l'étoile est 4,5 fois plus grand que le rayon solaire, elle est environ 2 900 fois plus lumineuse que le Soleil et sa température de surface est de 18 700 K.